# سوزانا فرنر
سوزانا فرنر (بالبرتغالية: Susana Werner‏) 20 يوليو 1977 سوزانا فرنر ممثلة وعارضة ازياء برازيلية، وهي زوجة حارس المرمى البرازيلي خوليو سيزار، وأيضا الخطيبة السابقة للمهاجم البرازيلي رونالدو. وانطلقت شهرة سوزانا منذ مونديال فرنسا 1998 بعد أن خطفت الأضواء من الجمهور الذي ملأ ملاعب النهائيات بحماسها في تشجيع خطيبها المتألق في تلك البطولة قبل أن ينهار في المباراة النهائية.

## روابط خارجية
- سوزانا فرنر على موقع IMDb (الإنجليزية)
- سوزانا فرنر على موقع قاعدة بيانات الفيلم (الإنجليزية)